# Jewsuh
Jewsuh (ukr. Євсуг Jewsuh, Евсуг Ewsuh, Євсюг Jewsiuh, ros. Евсуг Jewsiug) – rzeka na Ukrainie, w obwodzie ługańskim. Rzeka jest lewym dopływem Dońca.
Długość rzeki wynosi 82 km, a jej powierzchnia dorzecza 1190 km².